# Krucyfiks z kościoła Bożego Ciała we Wrocławiu
Krucyfiks z kościoła Bożego Ciała we Wrocławiu – gotycka rzeźba przedstawiająca umęczonego i ukrzyżowanego Chrystusa, datowana na około 1360 rok.

## Historia
Od strony ikonograficznej dzieło to reprezentuje typ wizerunku ukrzyżowanego Chrystusa ukształtowany na przełomie XIII i XIV wieku zwany krucyfiksem widlastym, charakteryzujący się silną ekspresją rzeźby i układem krzyża przypominającym drzewo. Pierwotnie krucyfiks znajdował się najprawdopodobniej we wrocławskim kościele Bożego Ciała (po raz pierwszy wzmiankowanym w 1351 roku) lub w znajdującym się niegdyś przy świątyni szpitalu, który został ufundowany w roku 1318. Placówką tą od 1337 roku opiekowali się joannici. Przed II wojną światową krucyfiks znajdował się we wrocławskim Muzeum Archidiecezjalnym. Po 1945 roku przeniesiono go do Muzeum Narodowego w Warszawie, gdzie znajduje się do dziś. Cenny przykład śląskiej plastyki gotyckiej, związanej z nurtem mistycznym ukształtowanym w teologii na przełomie XIII i XIV wieku.

## Opis
Figura Chrystusa została wykonana z drewna dębowego. Jej wymiary wynoszą 178,0 (wysokość) × 136,0 (rozpiętość ramion) × 44,0 cm (maksymalna szerokość). Zachowały się fragmenty polichromii i złota płatkowego. Sam krzyż był wielokrotnie zmieniany. Przed ostatnią wymianą krzyża w latach 90. XX wieku rzeźba była zawieszona na typowym krzyżu w układzie łacińskim.
Ciało Chrystusa tworzy ze współczesną rekonstrukcją krzyża integralną całość; jest konwulsyjnie powyginane: głowa silnie opada w dół, przybite jednym gwoździem nogi uginają się pod ciężarem korpusu ciała, który jest mocno wygięty do przodu, a przez to ramiona i mięśnie przebitych dłoni są mocno rozciągnięte.
Obraz ciała Chrystusa ilustruje całokształt męki, którą przeżył Zbawiciel, począwszy od pierwszych ran zadanych w ogrodzie Oliwnym, poprzez biczowanie, koronowanie cierniem, niesienie krzyża, aż po cierpienie na Golgocie. Wrocławski wizerunek ukazuje kulminacyjny moment agonii, co uwidocznione jest w ogólnym, bardzo konwulsyjnym zarysie bardzo wychudzonego ciała (przechylenie korpusu, skurcz nóg, głowa opadnięta na ramię), jak i w szczegółach (opuchnięte oczy, skurcze policzków, bolesny grymas na ustach). Na całym okaleczonym ciele widoczne są rozmaite obrażenia, w wielu miejscach jest pokryte skrzepami krwi, która również wypływa z ran i z oczu (krwawe łzy). W niektórych partiach ciała układ ran jest stylizowany, niektóre skrzepy krwi zaś przypominają swoim kształtem owoce winnego grona. Biodra są owinięte perizonium, przednie fragmenty tkanin ściśle przylegają do ud (co mogło być próbą iluzji mokrych od krwi i potu szat), zaś po bokach fałdy (które opadają do wysokości kolan) przybierają bardziej stylizowany układ.

## Analiza
Krucyfiks wrocławski reprezentuje nurt ekspresyjny w rzeźbie gotyckiej, ukształtowany pod wpływem mistyki przełomu XIII i XIV stulecia. Jednym z zadań ówczesnych teologów-mistyków było przywołanie szczególnego cierpienia Chrystusa podczas jego męki w celu jak najgłębszego poruszenia uczuć człowieka, uduchowienia, wywołania głębokich refleksji, przeżyć, w tym współcierpienia, wzbudzenia żarliwości i przede wszystkim mistycznego zjednoczenia wiernego z Jezusem. Stylizowane na kształt winnego grona skrzepy krwi wzbogacają istotę treści rzeźby. Prócz doloryzmu i mistyki objawia się tu aspekt eucharystyczny (współgrający z wezwaniem świątyni, dedykowanej ciału Zbawiciela), co jeszcze bardziej miało umacniać mistyczną więź wiernego z Chrystusem.
Układ krzyża nie jest przypadkowy – przypomina drzewo, przy czym jest to forma bardzo uproszczona i stylizowana. Układ ten jest aluzją do Drzewa Poznania Dobra i Zła, ponadto zawarte jest tu odniesienie do Drzewa Krzyża. Tym samym w kontekst została wpisana starsza tradycja ukazywania Chrystusa jako nowego Adama, który poprzez swoją śmierć na krzyżu-drzewie odkupił lud z grzechów.
W plastyce gotyckiej nurt ekspresyjno-mistyczny w początkowej fazie kształtował się w Nadrenii oraz w południowej Francji, północnej Italii i Hiszpanii. Do pierwowzorów należy przede wszystkim krucyfiks w kościele Najświętszej Marii Panny na Kapitolu w Kolonii. Twórca krucyfiksu wrocławskiego odwoływał się do pierwowzorów w sposób wybiórczy; zachowano ogólną treść, formę rzeźby, w szczegółach wprowadził repertuar form znanych głównie na Śląsku (m.in. układ perizonium, motyw stylizowanych winnych gron, szczegóły anatomiczne), a przykładem jest m.in. Grupa Ukrzyżowania z dawnego kościoła Świętej Barbary we Wrocławiu (obecnie w zbiorach Muzeum Narodowego). Nieznana jest pierwotna funkcja dzieła, jak również jego umiejscowienie; nie wiadomo zatem, czy była to przestrzeń liturgiczna (np. element ołtarza głównego, belka tęczowa), czy mogło być dziełem odosobnionym (np. w kaplicy szpitalnej), o charakterze czysto dewocyjnym.